# FCHO1
FCHO1‏ (FCH domain only 1) هوَ بروتين يُشَفر بواسطة جين FCHO1 في الإنسان.